# 雷莫·圣索内蒂
雷莫·圣索内蒂（義大利語：Remo Sansonetti，1946年1月24日—），澳大利亚男子自行车运动员。他曾代表澳大利亚参加1974年和1982年英联邦运动会自行车比赛，获得一枚银牌和一枚铜牌。他也曾参加1972年、1976年和1980年夏季奥运会。